# Gmina Končanica
Končanica – gmina w Chorwacji, w żupanii bielowarsko-bilogorskiej.

## Miejscowości i liczba mieszkańców (2011)
- Boriš – 8
- Brestovačka Brda – 33
- Daruvarski Brestovac – 702
- Dioš – 144
- Imsovac – 200
- Končanica – 874
- Otkopi – 71
- Stražanac – 142
- Šuplja Lipa – 186